# Nematomenia banyulensis
Nematomenia banyulensis é uma espécie de molusco pertencente à família Dondersiidae.
A autoridade científica da espécie é Pruvot, tendo sido descrita no ano de 1890.
Trata-se de uma espécie presente no território português, incluindo a zona económica exclusiva.